# 朱氏蟹蛛
朱氏蟹蛛（学名：Thomisus zhui）为蟹蛛科蟹蛛属的动物。在中国大陆，分布于云南等地。该物种的模式产地在云南。